# Alix Delaporte
Aliz Delaporte (Chatou, 1969) es una directora de cine y guionista francesa. Su debut se produjo en el año 2001 con el documental Comme dans un rêve. Su primer largometraje fue Angel & Tony de 2010, el cual fue nominado a un Premio César en la categoría de mejor largometraje debut.

## Filmografía

### Como directora y guionista
| Año  | Título                           | Rol       | Rol       | Notas        |
| Año  | Título                           | Directora | Guionista | Notas        |
| ---- | -------------------------------- | --------- | --------- | ------------ |
| 2001 | Comme dans un rêve               | Sí        |           | Documental   |
| 2003 | The Trap                         | Sí        | Sí        | Corto        |
| 2004 | Lea Parker                       |           | Sí        | Serie de TV  |
| 2004 | Plus belle la vie                |           | Sí        | Serie de TV  |
| 2006 | How Do You Brake Going Downhill? | Sí        | Sí        | Corto        |
| 2006 | Zinedine Zidane - Son Parcours   | Sí        |           | Documental   |
| 2007 | Zidane : Le Dernier Match        | Sí        |           | Documental   |
| 2008 | Fortunes                         |           | Sí        | Telefilme    |
| 2010 | Angel & Tony                     | Sí        | Sí        | Largometraje |
| 2011 | Fortunes                         |           | Sí        | Serie de TV  |
| 2014 | The Last Hammer Blow             | Sí        | Sí        | Largometraje |

## Premios y distinciones
Festival Internacional de Cine de Venecia
| Año  | Categoría              | Trabajo nominado           | Resultado |
| ---- | ---------------------- | -------------------------- | --------- |
| 2014 | Premio Lanterna Magica | Le dernier coup de marteau | Ganadora  |